# 오나가 (캔자스주)

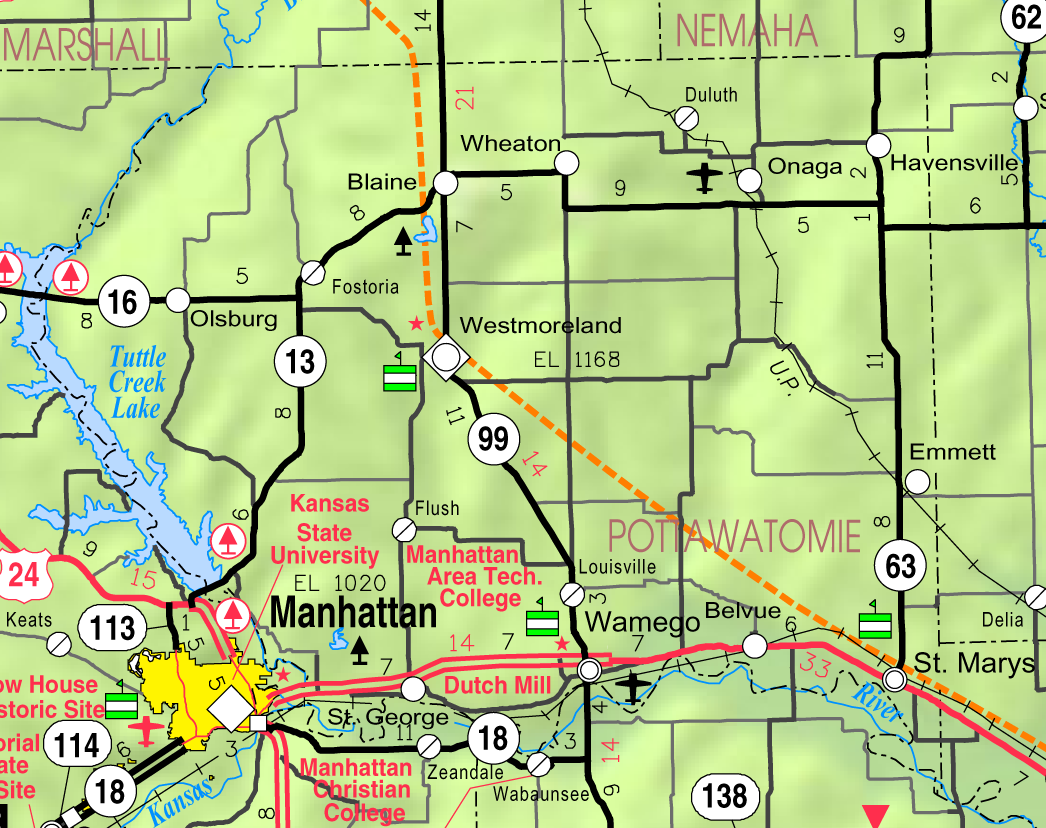
KDOT 지도

오나가(Onaga)는 미국 캔자스주 포타와토미군의 도시이다. 2010년 인구 조사에 따르면 이 도시의 인구 수는 총 702명이다.

## 역사
오나가는 철로에 의해 1877년 구획되었다.
오나가는 작은 감자를 의미하는 포타와토미족의 인디어 이름이다.
1877년 12월, 오나가에 최초의 우체국이 설립되었다.

## 지리
오나가의 위치는 북위 39° 29′ 22″ 서경 96° 10′ 8″ / 북위 39.48944°  서경 96.16889°  (39.489415, -96.168993)이다. 미국 인구조사국에 따르면 이 도시의 총 면적은 0.64 제곱마일 (1.66 km2)이다.

## 인구
| 인구조사              | 인구 | Note  | %±     |
| --------------------- | ---- | ----- | ------ |
| 1880년                | 242  |       | —      |
| 1890년                | 423  |       | 74.8%  |
| 1900년                | 598  |       | 41.4%  |
| 1910년                | 759  |       | 26.9%  |
| 1920년                | 838  |       | 10.4%  |
| 1930년                | 930  |       | 11.0%  |
| 1940년                | 741  |       | −20.3% |
| 1950년                | 882  |       | 19.0%  |
| 1960년                | 850  |       | −3.6%  |
| 1970년                | 761  |       | −10.5% |
| 1980년                | 752  |       | −1.2%  |
| 1990년                | 761  |       | 1.2%   |
| 2000년                | 704  |       | −7.5%  |
| 2010년                | 702  |       | −0.3%  |
| 2019 (추산)           | 682  | [ 7 ] | −2.8%  |
| U.S. Decennial Census |      |       |        |